# Peter Mennicken
Peter Mennicken (* 10. April 1894 in Aachen; † 13. Oktober 1960 ebenda) war ein deutscher Philosoph und Ordinarius an der RWTH Aachen.

## Leben und Wirken
Der Sohn einer alteingesessenen Aachener Fabrikantenfamilie studierte nach seiner Schulzeit und nur unterbrochen durch seinen Kriegsdienst während des Ersten Weltkrieges von 1913 bis 1921 Philosophie an den Universitäten Bonn, München und Köln. Im Jahr 1921 promovierte er an der Universität Köln bei Max Scheler mit dem Thema: „Die Philosophie Henri Bergson’s und der Geist der modernen Kunst“. Danach war er zunächst freiberuflich in Aachen tätig und habilitierte sich im Jahr 1925 an der RWTH Aachen mit der Arbeit über: „Die Philosophie des Nicolas Malebranche“. Anschließend wurde Mennicken an der TH als Privatdozent übernommen, erhielt ab 1926 zusätzlich den Lehrauftrag für die Bereiche Ethik und Ästhetik und lehrte darüber hinaus nebenberuflich noch an der Kunstgewerbeschule Aachen. In den Jahren 1932 und 1933 übernahm er kurzfristig kommissarisch auch noch die Position des erkrankten und später entlassenen Lehrstuhlinhabers des Instituts für Kunstgeschichte, Hans Karlinger und bereits ab 1930 leitete er ferner die Ortsgruppe Aachen der Kant-Gesellschaft.
Da sein Fachgebiet Philosophie auf Grund der Sparpolitik der TH damals mit großer Wahrscheinlichkeit zur Disposition stand, trat Peter Mennicken am 1. September 1933 dem Nationalsozialistischen Lehrerbund sowie am 1. November 1933 der SA bei und engagierte sich, begünstigt durch seine persönlichen Verbindungen im „flandrischen Kulturkreis“, einer mit dem Rheinland kooperierenden pro-deutschen flämisch-nationalistischen Bewegung, um hierdurch die Auslandsbeziehungen der RWTH Aachen zu koordinieren. Durch diese Kontakte erhielt die Hochschule wichtige Informationen für ihre Westforschung. Wenige Monate später wurde Mennicken ab 1934 als außerplanmäßiger Professor übernommen und bereits 1935 wurde sein Lehrauftrag um den Bereich „Kultur und Geistesgeschichte“ erweitert. Schließlich trat er zum 1. Mai 1937 noch der NSDAP bei (Mitgliedsnummer 4.065.588). Um den Fachbereich Philosophie auch für die technischen Ingenieurberufe interessant zu machen, wurde Mennickens Lehrauftrag ab 1938 durch Erlass des Reichserziehungsministeriums in den Lehrauftrag für „Geistes- und kulturgeschichtliche Grundlagen der Technik und die besonderen kulturellen Verhältnisse der westlichen Kulturkreise“ umgewandelt. Damit galt die TH Aachen als eine der ersten Hochschulen Deutschlands, an der sich Technikgeschichte und Technikphilosophie etablierte.
Während der Zeit des Zweiten Weltkrieges übernahm Mennicken noch die Leitungen der Pressestelle und des Außenamtes der Hochschule sowie des Presseamtes des Nationalistischen Deutschen Dozentenbundes, ferner ab 1941 kommissarisch für den zum Wehrdienst einberufenen Ordinarius für Kunstgeschichte Johannes Christ auch dessen Lehrstuhl. Darüber hinaus gehörte er ab 1943 zusammen mit Hermann Proetel, Robert Hans Wentzel, Hans Mehrtens und Robert Roessing der Arbeitsgemeinschaft für Raumordnung unter Hermann Roloff an, die im Auftrag der geheimen Organisation „Mittelstelle für Heimatschutz“ die Möglichkeit einer Ausdehnung der Zuständigkeiten der Hochschule auf die noch besetzten westlichen Nachbarländer organisieren sollte, was sich aber nur wenige Monate später auf Grund der Befreiung dieser Länder durch die Alliierten erledigte. Nur auf Grund eines Vetos seines Rektors Hans Ehrenberg wurde Anfang 1944 eine Abkommandierung Mennickens unter dem Militärgouverneur für Belgien und Nordfrankreich, Alexander von Falkenhausen, verhindert, er musste sich aber trotzdem zu regelmäßigen Gesprächen mit der Oberkommandantur in Gent bereithalten. Nachdem im Herbst 1944 Teile der Aachener Hochschule nach Dillenburg ausgelagert werden sollten, entzog sich Mennicken dieser Evakuierung und schloss sich dem von den Amerikanern eingesetzten Aachener Oberbürgermeister Franz Oppenhoff an und wurde für längere Zeit einer seiner wichtigsten Mitarbeiter in den ersten Monaten nach der Befreiung Aachens durch die Amerikaner.
Nach dem Ende des Krieges erhielt Mennicken zur Aufbesserung seiner Reputation verschiedene Entlastungsschreiben, unter anderem auch von dem emigrierten Professor Ludwig Strauss, und wurde damit wohl nur als naiver Mitläufer der Nazi-Bewegung und dies auch nur aus wirtschaftlichen Gründen angesehen. In den beginnenden Aufbaujahren an der TH musste Mennicken zunächst weiterhin den dauerhaft von seinen Amtspflichten entbundenen Johannes Christ bis zum Amtsantritt von Hermann Beenken im Jahr 1949 vertreten. Ab 1950 wurde er sodann als beamteter außerplanmäßiger Ordinarius für Kunstgeschichte an das philosophische Seminar der Hochschule mit dem Hauptaufgabengebiet: „Deutsche Kultur- und Geistesgeschichte; geistes- und kulturgeschichtliche Grundlagen der Technik“ übernommen. Wenige Monate vor seinem Tod im Jahr 1960 ernannte man ihn schließlich an dem neu eingerichteten Lehrstuhl für Philosophie noch zum Ordinarius, womit er der erste Ordinarius für Philosophie am Philosophischen Seminar der RWTH wurde.
Außerhalb seiner dienstlichen Verpflichtungen war Mennicken in verschiedenen Vereinen für Heimatkultur, Heimatgeschichte, Laienschauspiel und Kleinkunst aktiv, für die er auch unter dem Pseudonym „Peter Walker“ diverse Heimatstücke dichtete. Sein bekanntestes war das damals viel beachtete Heimatspiel: „De Prente än der jrueße Stadtbrank va 1656“ (Die Printen und der große Stadtbrand von 1656).
Ebenso gehörte er dem 1946 von Kurt Pfeiffer gegründeten „Corona Legentium Aquensis“ an, einem elitären lokalen „Lese- und Diskussionszirkel“, in dessen Rahmen Ausstellungen und Vortragsreihen mit Politikern, Wissenschaftlern und Kulturschaffenden aus ganz Europa durchgeführt wurden und welcher sich nach der Kriegsniederlage und mit dem Ziel eines vereinten Europas unter anderem für eine neue Europapolitik einsetzte. Aus dem Konzept dieser Gruppierung und auf Initiative von Pfeiffer hin entwickelte sich schließlich der Karlspreis der Stadt Aachen. Mennicken gehörte infolgedessen im Jahre 1949 zusammen mit dem amtierenden Hochschulrektor Wilhelm Müller sowie dem Professor Franz Krauß sowohl zu den seitens der Hochschule beteiligten Mitbegründern der „Gesellschaft zur Verleihung des Internationalen Karlspreises der Stadt Aachen“ als auch zu den Mitunterzeichnern der ersten Proklamation von Weihnachten 1949 sowie ebenfalls zu den Mitgliedern des ersten Karlspreisdirektoriums. Dies brachte ihm und einigen weiteren Mitunterzeichnern der Proklamation sowie der Karlspreisgesellschaft selbst noch eine späte Kritik in der englischen und amerikanischen Presse ein, in der es um die zweifelhafte Nazi-Vergangenheit einiger ehemaliger Mitglieder sowie die vermeintliche Nähe der Gesellschaft zu einer neuen und nicht zeitgemäßen „Mystifizierung“ Karls des Großen und seines Reiches ging.
Peter Mennicken fand seine letzte Ruhestätte auf dem Waldfriedhof in Aachen.

## Interview 1944
Der amerikanische Geheimdienstoffizier Saul K. Padover interviewte Mennicken Ende 1944 in Aachen und porträtierte ihn 1946 in seinem Buch Experiment in Germany. Padover blieb im Gedächtnis, dass Mennicken inmitten der Trümmer des Zweiten Weltkriegs für Nikolaus von Kues schwärmte.

## Werke (Auswahl)
- Die Philosophie Henri Bergson’s und der Geist der modernen Kunst, Diss. Univ. Köln, 1921
- Die Seele des Aachener Münsters, Spiertz; Aachen 1923
- Anti-Ford oder von der Würde der Menschheit, Verlag „Die Kuppel“; Aachen, 1924
- Schäferspiel, Menuett und die Rosenarie: Gedanken über das Rokoko, Eginhard-Presse; Aachen 1926
- Die Philosophie des Nicolas Malebranche, F. Meiner; Leipzig, 1927
- Nikolaus von Kues, Hegner; Leipzig, 1932
- Aachen in der Geschichte der Technik, Mayer-Verlag; Aachen, 1941
- Aachen, Stadt der Quellen und der Krone – Dichtungen auf Aachen, Gemünd; Aachen, 1942
- Das Eupener Land – Von seiner Eigenart u. Schönheit, Heimatverlag Otto Braun; 1942
- Flandrisches Tagebuch, Staufen-Verlag; Köln, 1942
- Brüssel – Stadt ohne Antlitz?, Steenlandt; Brüssel, 1943
- Die Technik im Werden der Kultur, Wolfenbütteler Verlagsanstalt; Hannover, 1947
- Theatrokratie, Gierssen; 1953
- Jahrbuch der Rheinisch-Westfälischen Technischen Hochschule Aachen – 5. Jg. 1952/53, Verl. W. Girardet, Essen 1953